# Surge (comics)
Pour les articles homonymes, voir Surge.
Surge est une super-héroïne appartenant à l’univers de Marvel Comics, membre des Nouveaux Mutants. Créée par Nunzio DeFilippis, Christina Weir (scénario) et Keron Grant (dessin), elle est apparue pour la première fois dans New Mutants vol.2 #8.

## Biographie fictive
Née au Japon, Noriko s’enfuit de chez elle quand ses pouvoirs mutants apparaissent. Elle trouve refuge à New York aux États-Unis. Elle ne contrôle pas ses pouvoirs et prend même de la drogue pour les supporter. De plus en plus en manque d'argent, elle devient SDF et vit dans la rue. À Salem Center, devant les portes de l’Institut Xavier, elle veut entrer mais Hellion refuse de lui ouvrir prétextant qu'elle sent mauvais. En manque de drogue, Noriko attaque Luna De Paula, la propriétaire du Grind Stone, pour lui voler son argent. Le lendemain elle est reconnue par Josh Foley (Elixir), qui présente ses excuses pour l'attitude de Julian mais, avant qu’il ne puisse lui proposer son aide, elle s’enfuit. Il réussit à la retrouver et la ramène à l’Institut avec ses amis. 
Ramenée à l’institut Xavier, le Fauve des X-Men conçoit des gants spéciaux qui lui permettent de canaliser ses pouvoirs. Plus tard, alors que Josh est grièvement blessé par Rahne Sinclair, elle utilise ses pouvoirs pour le faire sortir du coma. Pour rembourser sa dette, elle travaille pour Luna De Paula. À l’Institut, elle devient l'amie des élèves de Danielle Moonstar.
Après la reconstruction de l’Institut Xavier (détruit par Xorn et Magnéto) et la répartition des élèves en équipes, Noriko est affectée aux Nouveaux Mutants II de Danielle Moonstar et reçoit le nom de code Surge. Dust des Hellions III devient sa colocataire, mais les opinions radicalement différentes des deux jeunes filles provoquent quelques conflits entre elles. Nori préfère donc prendre une chambre seule. Peu après, l’école est hantée par le fantôme de Jeffrey Garrett, un mutant mort après la Décimation. Lors d’une séance de spiritisme, Noriko le calme en trouvant les bons mots. 
Au fil du temps les relations entre elle et son coéquipier Prodigy deviennent de plus en plus froides. Elle découvre que Prodigy a eu une vision (provoquée par Moonstar et Emma Frost, qui veulent l’empêcher de se débarrasser de ses blocages mentaux) dans laquelle ils étaient mariés et où il tuait Nori. Elle prend très mal le fait qu’il lui avait caché cela et qu’il l’évitait à longueur de journée. Cependant elle lui pardonne et ils commencent une liaison amoureuse. À l’issue d'un tournoi organisé par Emma Frost entre les équipes de l'Institut, Surge est sélectionnée par celle-ci dans l’équipe des Nouveaux X-Men, dont elle assume le leadership.
Récemment[Quand ?], Nori est capturée avec Meltdown et Hellion par Bastion qui voulait leur inoculer le virus Legacy et les envoyer détruire le siège de l’ONU.

## Pouvoirs
Nori a le pouvoir d'absorber l'électricité dans l'air, qu'elle peut utiliser comme rafale d'éclairs ou bien en se déplaçant à une vitesse incroyable.

## Équipement
Surge porte des gants spéciaux qui lui permettent de contrôler ses pouvoirs.